# Abația Münsterschwarzach
Abația Münsterschwarzach este situată la confluența râurilor Schwarzach și Main, în nordul landului Bavaria, Germania. Abația este una din cele mai importante mănăstiri benedictine din Germania, cu filii în Africa, Asia și America de Nord.

## Istoric
Mănăstirea este închinată Mântuitorului, Fecioarei Maria și St. Felicitas. Ea fost întemeiată în anul 788 ca mănăstire pentru călugărițe, de Fastrada, a treia soție a lui Carol cel Mare. Mănăstirea aparținea Dinastiei Carolingiene, starețele mănăstirii fiind fiice din familia imperială. În anul 877 a murit ultima stareță din familia carolingiană, după care călugărițele s-au retras la Zürich. Mănăstirea a fost preluată ulterior de călugări benedictini, sub conducerea starețului Walter. 
Bazilica barocă a mănăstirii, ridicată de arhitectul Balthasar Neumann, a fost demolată în anul 1841, după secularizarea din Epoca Napoleoniană. În anul 1913 mai mulți călugări de la Mănăstirea Sankt Ottilien s-au așezat în imobilele rămase, au întemeiat o obște monahală și au construit biserica actuală.

## Biblioteca, observatorul astronomic și liceul
Biblioteca este utilizată ca seminar și centru de studii benedictine. Observatorul astronomic al mănăstirii este afiliat Uniunii Astronomice Internaționale și clasificat sub codul K74.
Liceul aferent mănăstirii școlarizează peste 800 de elevi (842 în anul școlar 2022/23).

## Galerie de imagini

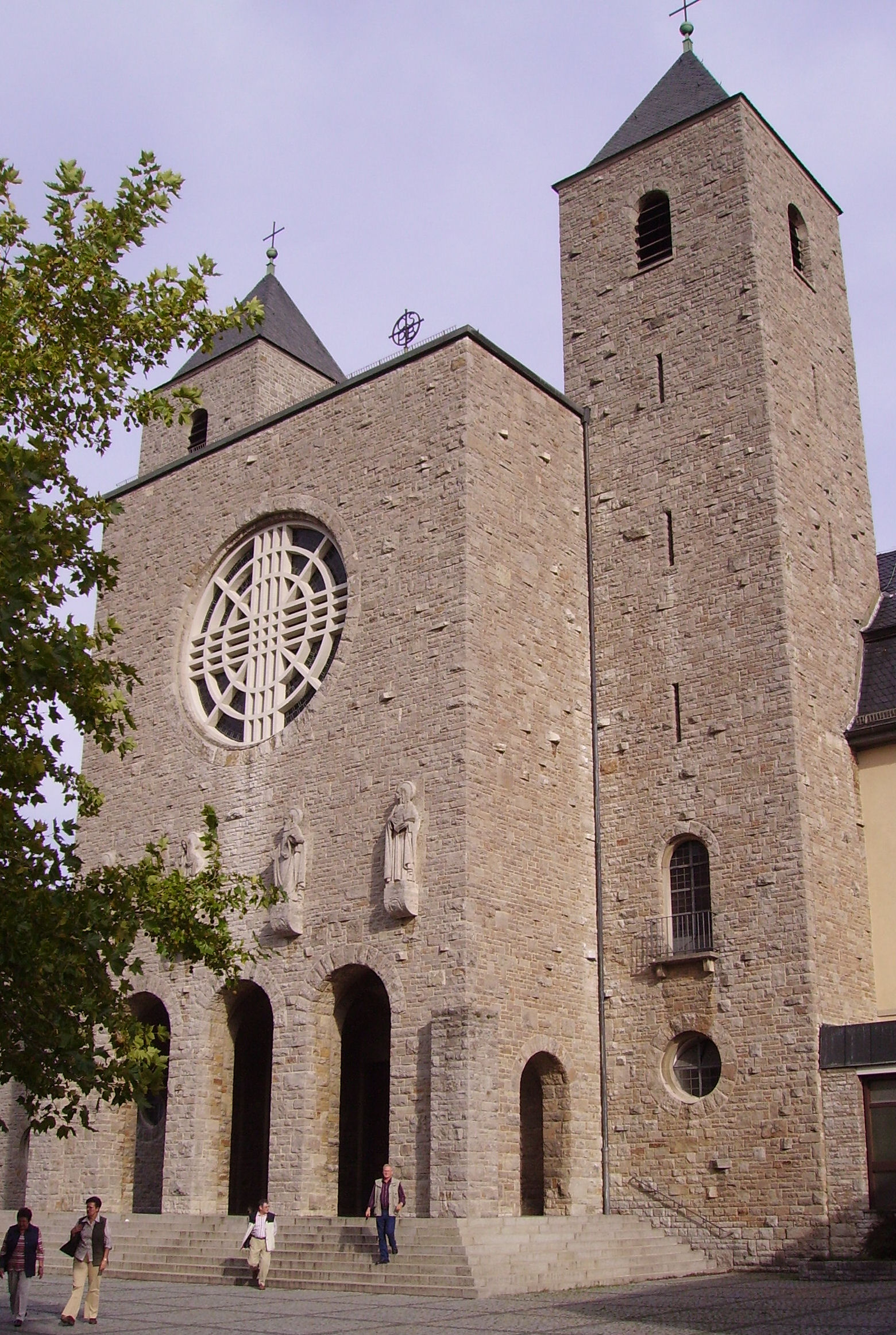
Portalul
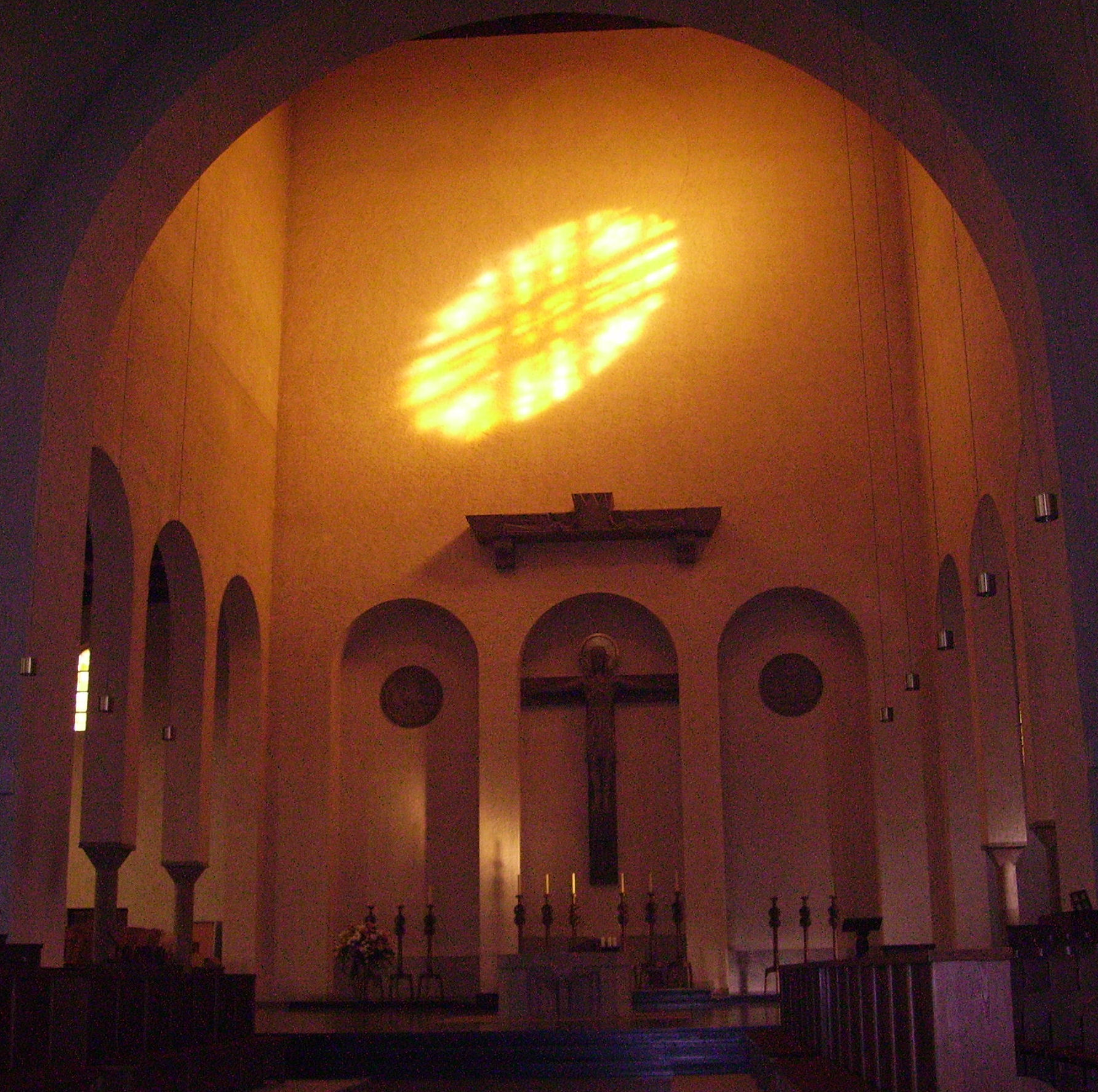
Altarul
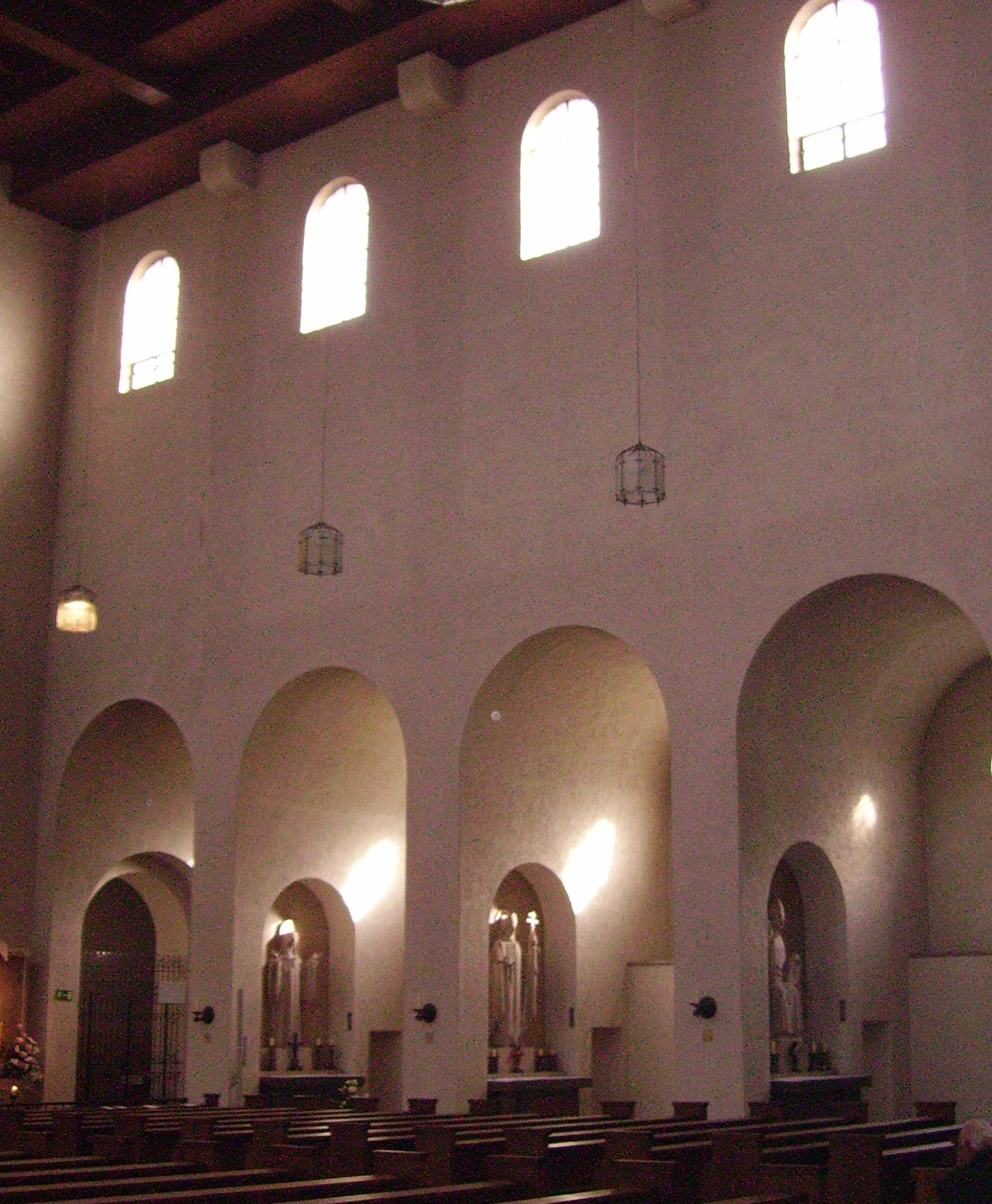
Imagine din interior
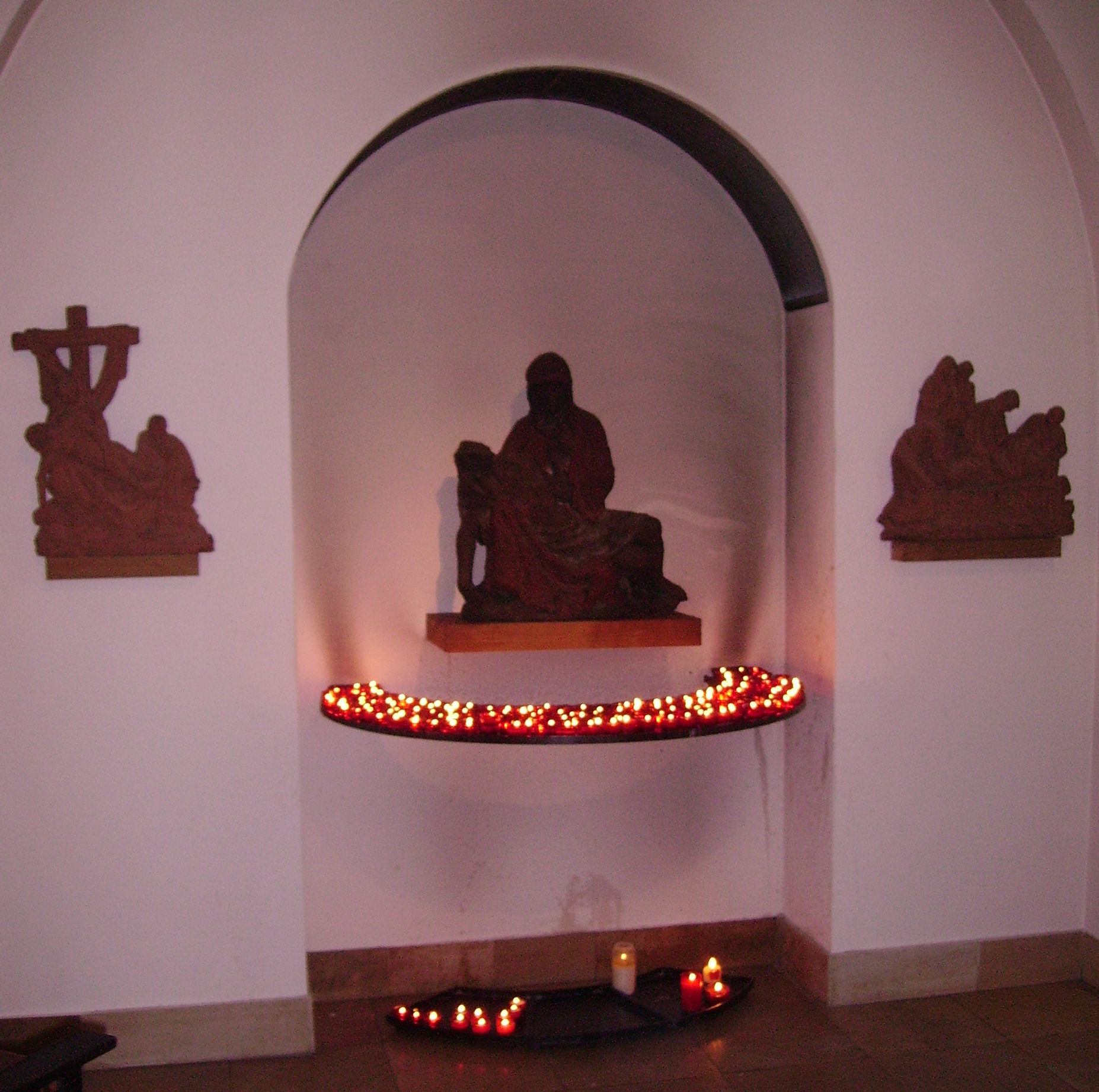
Pieta
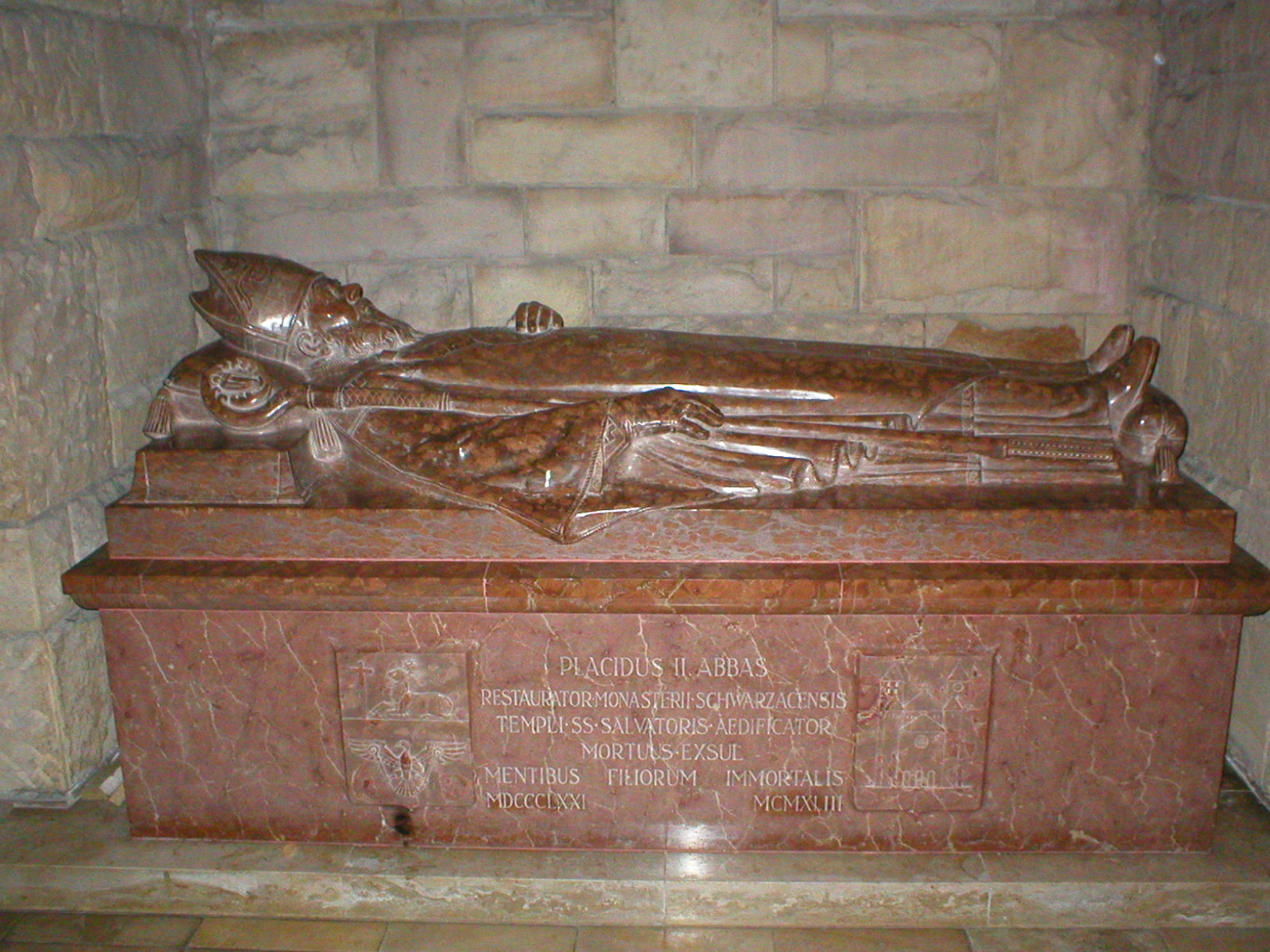
Mormântul abatelui Placidus II